# Kulsprutegevär m/39

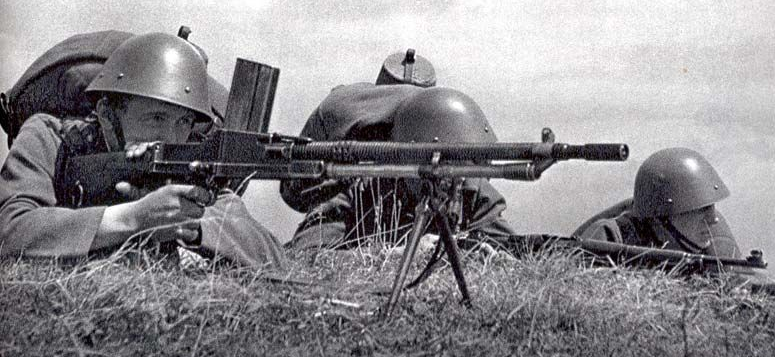
Tjeckoslovakisk kulsprutegevärsomgång, med 7,92 mm kg ZB vz. 26, under en manöver i slutet av 1930-talet. Kulsprutegeväret användes i Sverige som kulsprutegevär m/39.

Kulsprutegevär m/39 var ett tjeckoslovakiskt kulsprutegevär under beteckningen Kulomet Zbrojovka Brono vz/26. 

## Tyskt krigsbyte
I samband med den tyska inmarschen i Tjeckoslovakien 1939 kom ett stort antal tjeckiska kulsprutegevär i tyska händer som krigsbyte. De fick beteckningen MG 26 (t). I Tyskland kom vapnet att användas i en rad varianter, bland annat av Waffen-SS. 

## Sverige
Från Tyskland inköpte Sverige 1939-40 femtusen av dessa vapen. Då kalibern - 8mm Mauser - avvek från svenska försvarets övriga vilket ställde till problem överfördes vapnen 1941 till hemvärnet. Då de ansågs tillförlitliga och välskjutande ansåg man det motiverat att förse dem med nya 6,5 mm pipor, vilket genomfördes vid mitten av 1950-talet.

## Licentstillverkning
Vapnet licenstillverkades som den brittiska Bren Gun. Vapnet har även licenstillverkats i Kina, Iran, Rumänien, Turkiet och Spanien.